# سامي تراوري
سامي تراوري Sammy Traoré، من مواليد 25 فبراير 1976 في سيرتيل في فرنسا، لاعب كرة قدم مالي.
بدأ مسيرته الكروية مع نادي سيرتيل لوسيتانوس الفرنسي في عام 1996، ولعب معهم حتى عام 2002، وشارك معهم في 119 مباراة وسجل هدف واحد، وفي عام 2002 انتقل إلى نادي نيس الفرنسي، ولعب معهم حتى عام 2006، وشارك معهم في 112 مباراة وسجل 14 هدف، ومنذ عام 2006 وهو يلعب مع نادي باريس سان جيرمان الفرنسي، وهو الآن معار إلى نادي أوكسير الفرنسي.
هو يلعب مع منتخب مالي لكرة القدم منذ عام 2002.

## مسيرته الكروية
لعب سامي تراوري خلال مسيرته الاحترافية مع 5 أندية في عشرون موسمًا وسجل خلالها 15 هدفًا ضمن 359 مباراة. حيث فاز في موسم واحد بالكأس ولم يفز بأي دوري.
خاض سامي تراوري مسيرته مع نادي كريتيل في موسم 1994–95 ليلعب معه تسعة مواسم، مشاركًا في 148 مباراة سجل خلالها هدفًا واحدًا. ثم انتقل إلى نادي نيس في موسم 2002–03 ليلعب معه أربعة مواسم، حيث شارك في 112 مباراة سجل خلالها 11 هدفًا. لينتقل بعدها إلى نادي باريس سان جيرمان في موسم 2006–07 في المرة الأولى ولمدة موسمين ثم في موسم 2008–09 واستمر معه طيلة ثلاثة مواسم، مشاركًا طوالها في 67 مباراة سجل خلالها هدفًا واحدًا. ثم انتقل إلى نادي أوكسير في موسم 2007–08 لمدة موسم واحد، مشاركًا في 25 مباراة سجل خلالها هدفًا واحدًا أيضًا. هذا وانتقل لاحقًا إلى نادي أكاديمية باريس سان جيرمان في موسم 2010–11 لمدة موسم واحد، مشاركًا في 7 مباريات سجل خلالها هدفًا واحدًا أيضًا.

## روابط خارجية
- سامي تراوري على موقع رابطة كرة القدم الفرنسية للمحترفين (الإنجليزية)
- سامي تراوري على موقع قاعدة بيانات كرة القدم.إي يو (الإنجليزية)
- سامي تراوري على موقع ناشيونال فوتبول تيمز (الإنجليزية)
- سامي تراوري على موقع عالم كرة القدم.نت (الإنجليزية)
- سامي تراوري على موقع كووورة